# Renato Veiga
Renato Palma Veiga (ur. 29 lipca 2003 w Lizbonie) – portugalski piłkarz występujący na pozycji obrońcy lub pomocnika we włoskim klubie Juventus F.C. oraz w reprezentacji Portugalii.